# さくらの里
さくらの里（さくらのさと）とは、静岡県伊東市富戸にある大室山の北西脇に造成されている、桜を中心とした公園。1990年（平成2年）の「日本さくら名所100選」選定。

## 概要
1977年（昭和52年）に造成開始。約4万m2の敷地に、約40種1500本の桜が植栽されている。
様々な時期に開花する桜が植栽されているため、9月から5月まで（すなわち6月-8月の夏期以外の全季節）の間、桜を鑑賞することができる。
- 10月 - 十月桜
- 11月 - 三波川冬桜、兼六園冬桜
- 2月 - 寒桜、河津桜
- 3月 - 大島桜、城ヶ崎桜、伊東桜など
- 4月 - 染井吉野、御車返し、楊貴妃など

## イベント
- 大室山山焼き - 2月。
- 伊豆高原桜祭り - 4月上旬。
- ラベンダー摘み取り体験&クラフト体験 - 6月。
- クラフトの森フェスティバル - 10月上旬。

## アクセス
伊豆高原駅から伊豆シャボテン動物公園までの東海バスの路線バスにて、バス停「桜の里」で下車。